# Campionato del mondo di hockey su slittino - Gruppo B 2021
Il campionato del mondo di hockey su slittino - Gruppo B 2021 è stato l'ottava edizione del torneo di secondo livello. Si è disputato a Östersund, in Svezia, dal 17 al 22 settembre 2021.

## Partecipanti
Il torneo ha visto iscritte sei compagini: la Svezia padrona di casa ed il Giappone, retrocesse dal mondiale elite 2019; Cina, Germania e Polonia, rispettivamente terza, quarta e quinta classificata al mondiale di gruppo B 2019; la sesta squadra sarebbe dovuta essere la vincitrice del mondiale di gruppo C inizialmente previsto per il 2020, poi slittato a seguito della pandemia di COVID-19 al 2021 e ridotto a sole due squadre, Regno Unito e Finlandia ed infine cancellato. Come ultima partecipante venne quindi selezionata la Finlandia, in qualità di seconda classificata al campionato del mondo di hockey su slittino - Gruppo C 2018.
Partecipanti:
 Svezia (retrocessa dal Gruppo A e paese ospitante)

 Giappone (retrocessa dal Gruppo A)

 Cina

 Germania

 Polonia

 Finlandia (promossa dal Gruppo C)

## Girone

### Incontri
| Östersund 17 settembre 2021, ore 10.00 UTC+2 | Polonia          | 0 – 18 (0:6; 0:6; 0:6) referto | Cina | Östersund Arena\| Arbitro: \| Sotaro Yamaguchi \| |
| Arbitro:                                     | Sotaro Yamaguchi |                                |      |                                                   |

| Östersund 17 settembre 2021, ore 13.30 UTC+2 | Germania          | 7 – 0 (3:0; 1:0; 3:0) referto | Giappone | Östersund Arena\| Arbitro: \| Kenneth Danielsen \| |
| Arbitro:                                     | Kenneth Danielsen |                               |          |                                                    |

| Östersund 17 settembre 2021, ore 17.00 UTC+2 | Finlandia      | 0 – 6 (0:2; 0:2; 0:2) referto | Svezia | Östersund Arena\| Arbitro: \| Kevin Webinger \| |
| Arbitro:                                     | Kevin Webinger |                               |        |                                                 |

| Östersund 18 settembre 2021, ore 10.00 UTC+2 | Giappone      | 10 – 0 (2:0; 1:0; 7:0) referto | Polonia | Östersund Arena\| Arbitro: \| Jacob Grumsen \| |
| Arbitro:                                     | Jacob Grumsen |                                |         |                                                |

| Östersund 18 settembre 2021, ore 13.30 UTC+2 | Cina              | 12 – 0 (9:0; 2:0; 1:0) referto | Finlandia | Östersund Arena (30 spett.)\| Arbitro: \| Kenneth Danielsen \| |
| Arbitro:                                     | Kenneth Danielsen |                                |           |                                                                |

| Östersund 18 settembre 2021, ore 17.00 UTC+2 | Svezia           | 1 – 3 (0:0; 1:3; 0:0) referto | Germania | Östersund Arena (100 spett.)\| Arbitro: \| Sotaro Yamaguchi \| |
| Arbitro:                                     | Sotaro Yamaguchi |                               |          |                                                                |

| Östersund 19 settembre 2021, ore 10.00 UTC+2 | Giappone       | 0 – 15 (0:7; 0:4; 0:4) referto | Cina | Östersund Arena\| Arbitro: \| Kevin Webinger \| |
| Arbitro:                                     | Kevin Webinger |                                |      |                                                 |

| Östersund 19 settembre 2021, ore 13.30 UTC+2 | Finlandia     | 1 – 13 (0:4; 0:6; 1:3) referto | Germania | Östersund Arena (20 spett.)\| Arbitro: \| Jacob Grumsen \| |
| Arbitro:                                     | Jacob Grumsen |                                |          |                                                            |

| Östersund 19 settembre 2021, ore 17.00 UTC+2 | Svezia           | 6 – 0 (3:0; 2:0; 1:0) referto | Polonia | Östersund Arena (20 spett.)\| Arbitro: \| Sotaro Yamaguchi \| |
| Arbitro:                                     | Sotaro Yamaguchi |                               |         |                                                               |

| Östersund 21 settembre 2021, ore 10.00 UTC+2 | Germania       | 14 – 0 (6:0; 3:0; 5:0) referto | Polonia | Östersund Arena\| Arbitro: \| Kevin Webinger \| |
| Arbitro:                                     | Kevin Webinger |                                |         |                                                 |

| Östersund 21 settembre 2021, ore 13.30 UTC+2 | Giappone          | 8 – 0 (2:0; 3:0; 3:0) referto | Finlandia | Östersund Arena (30 spett.)\| Arbitro: \| Kenneth Danielsen \| |
| Arbitro:                                     | Kenneth Danielsen |                               |           |                                                                |

| Östersund 21 settembre 2021, ore 17.00 UTC+2 | Cina          | 6 – 0 (1:0; 3:0; 2:0) referto | Svezia | Östersund Arena (90 spett.)\| Arbitro: \| Jacob Grumsen \| |
| Arbitro:                                     | Jacob Grumsen |                               |        |                                                            |

| Östersund 22 settembre 2021, ore 10.00 UTC+2 | Polonia          | 1 – 2 (0:1; 0:1; 1:0) referto | Finlandia | Östersund Arena (20 spett.)\| Arbitro: \| Sotaro Yamaguchi \| |
| Arbitro:                                     | Sotaro Yamaguchi |                               |           |                                                               |

| Östersund 22 settembre 2021, ore 13.30 UTC+2 | Cina           | 10 – 2 (7:1; 1:0; 2:1) referto | Germania | Östersund Arena (20 spett.)\| Arbitro: \| Kevin Webinger \| |
| Arbitro:                                     | Kevin Webinger |                                |          |                                                             |

| Arbitro: | Kenneth Danielsen |

|   |            |   |
| 1 | Shootout – | 0 |

### Classifica
| Pos. | Squadra   | Pt | G | V | VOT | POT | P | GF | GS | DR  |
| ---- | --------- | -- | - | - | --- | --- | - | -- | -- | --- |
| 1.   | Cina‡     | 15 | 5 | 5 | 0   | 0   | 0 | 61 | 2  | +59 |
| 2.   | Germania† | 12 | 5 | 4 | 0   | 0   | 1 | 39 | 12 | +27 |
| 3.   | Svezia†   | 8  | 5 | 2 | 1   | 0   | 2 | 15 | 10 | +5  |
| 4.   | Giappone† | 7  | 5 | 2 | 0   | 1   | 1 | 19 | 24 | -5  |
| 5.   | Finlandia | 3  | 5 | 1 | 0   | 0   | 4 | 3  | 40 | -37 |
| 6.   | Polonia   | 0  | 5 | 0 | 0   | 0   | 5 | 1  | 50 | -49 |

Legenda:

      Promosse al Gruppo A
      Retrocessa al Gruppo C
 ‡   Ammessa al torneo paralimpico come paese organizzatore
 †   Ammesse al torneo di qualificazione paralimpica